# Ligne 52 du tramway de Budapest
Pour les articles homonymes, voir Ligne 52.
La ligne 52 du tramway de Budapest (en hongrois : budapesti 52-es jelzésű villamosvonal) circule entre Határ út et Pesterzsébet, Pacsirtatelep. Cette ligne circule dans la périphérie de Budapest, traversant du côté de Pest les quartiers de Kispest et Pesterzsébet.

## Tracé et stations

### Liste des stations
|  |   |   | Station                                                     | Correspondances                                                                              | Arrondissement | Quartier                                    | Desserte                                   |
|  | - | - | ----------------------------------------------------------- | -------------------------------------------------------------------------------------------- | -------------- | ------------------------------------------- | ------------------------------------------ |
|  | o |   | Határ út M                                                  | 42 50 66 66B 84E 84M 89E 94E 94M 99 123 123A 194 194B 194M 199 200E 294E 626 628 629 654 660 | 19e arr.       | Kispest                                     | Centre commercial Europark                 |
|  | • |   | Mészáros Lőrinc utca                                        | 66 66B 123 123A                                                                              | 19e arr.       | Wekerletelep                                |                                            |
|  | o |   | Nagykőrösi út / Határ út                                    | 3 54 55 66 66B 66E 84E 89E 94E 123 123A 148 181 294E                                         | 19e arr.       | Wekerletelep                                |                                            |
|  | o |   | Mártírok útja / Határ út                                    | 3 66 66B 123 123A 148                                                                        | 20e arr.       | Pesterzsébet-Szabótelep                     |                                            |
|  | o |   | Jókai Mór utca / Határ út                                   | 3 51                                                                                         | 20e arr.       | Pesterzsébet-Szabótelep                     |                                            |
|  | o |   | Ősz utca                                                    | 3 51                                                                                         | 20e arr.       | Pesterzsébet-Szabótelep                     |                                            |
|  | o | ↓ | Török Flóris utca                                           | 51 119 166                                                                                   | 20e arr.       | Pesterzsébet-Szabótelep                     |                                            |
|  | • | ↓ | János tér                                                   | 51 119 166                                                                                   | 20e arr.       | Pesterzsébet-Szabótelep                     |                                            |
|  | • | ↓ | Kossuth Lajos utca                                          | 51                                                                                           | 20e arr.       | Pesterzsébet-Szabótelep                     | Église Sainte-Élisabeth de la maison Árpád |
|  | • | ↓ | Nagysándor József utca                                      | 51 35                                                                                        | 20e arr.       | Pesterzsébet-Szabótelep                     |                                            |
|  | • | ↓ | Vörösmarty utca                                             | 151                                                                                          | 20e arr.       | Pesterzsébet-Szabótelep / Pestszenterzsébet |                                            |
|  | • | ↓ | Pöltenberg utca                                             |                                                                                              | 20e arr.       | Pestszenterzsébet                           |                                            |
|  | • | ↓ | Klapka utca                                                 |                                                                                              | 20e arr.       | Pestszenterzsébet                           |                                            |
|  | • | ↓ | Akácfa utca                                                 |                                                                                              | 20e arr.       | Pacsirtatelep                               |                                            |
|  | • | ↓ | Károly utca                                                 |                                                                                              | 20e arr.       | Pacsirtatelep                               |                                            |
|  | • | ↓ | Ábrahám Géza utca                                           |                                                                                              | 20e arr.       | Pacsirtatelep                               |                                            |
|  | • |   | Pesterzsébet, Pacsirtatelep / terminus en forme de boucle / |                                                                                              | 20e arr.       | Pacsirtatelep                               |                                            |
|  | • | ↓ | Frangepán utca                                              |                                                                                              | 20e arr.       | Pacsirtatelep                               |                                            |
|  | • | ↓ | Wesselényi utca                                             | 35                                                                                           | 20e arr.       | Pacsirtatelep                               | Église Notre-Dame-des-Hongrois             |
|  | • | ↓ | Székelyhíd utca                                             |                                                                                              | 20e arr.       | Pestszenterzsébet                           |                                            |
|  | • | ↓ | Pöltenberg utca                                             | 35                                                                                           | 20e arr.       | Pestszenterzsébet                           |                                            |
|  | • | ↓ | Nagysándor József utca                                      | 51 35                                                                                        | 20e arr.       | Pestszenterzsébet                           |                                            |
|  | • | ↓ | Szent Imre herceg utca                                      | 51 35                                                                                        | 20e arr.       | Pesterzsébet-Szabótelep / Kossuthfalva      |                                            |
|  | • | ↓ | Vécsey utca                                                 | 51                                                                                           | 20e arr.       | Pesterzsébet-Szabótelep / Kossuthfalva      |                                            |
|  | • | ↓ | Szabótelep                                                  | 51                                                                                           | 20e arr.       | Pesterzsébet-Szabótelep / Kossuthfalva      |                                            |
|  | • | ↓ | Kossuth Lajos utca                                          | 51                                                                                           | 20e arr.       | Pesterzsébet-Szabótelep                     |                                            |
|  | • | ↓ | Thököly utca                                                | 51                                                                                           | 20e arr.       | Pesterzsébet-Szabótelep                     |                                            |
|  | o |   | Jókai Mór utca / Határ út                                   | 3 51                                                                                         | 20e arr.       | Pesterzsébet-Szabótelep                     |                                            |